# Ceratotherium mauritanicum
Ceratotherium mauritanicum és una espècie extinta de mamífer perissodàctil de la família dels rinoceronts (Rhinocerotidae) que visqué al nord d'Àfrica (i, possiblement, l'est d'Àfrica) des del Pliocè superior fins al Plistocè inferior, fa entre 780.000 i 3,6 milions d'anys. Se n'han trobat restes fòssils a Algèria i el Marroc. Era més gros que C. neumayri. Era l'antecedent directe del rinoceront blanc d'avui en dia, que presenta més adaptació a un estil de vida pasturador. El seu nom específic, mauritanicum, significa ‘maurità’ en llatí.